# Richard M. Dolan
Richard Michael Dolan (nacido el 1 de julio de 1962) es un escritor y editor estadounidense especializado en ufología, teoría de la conspiración, la Seguridad Nacional de los Estados Unidos y la Guerra Fría.

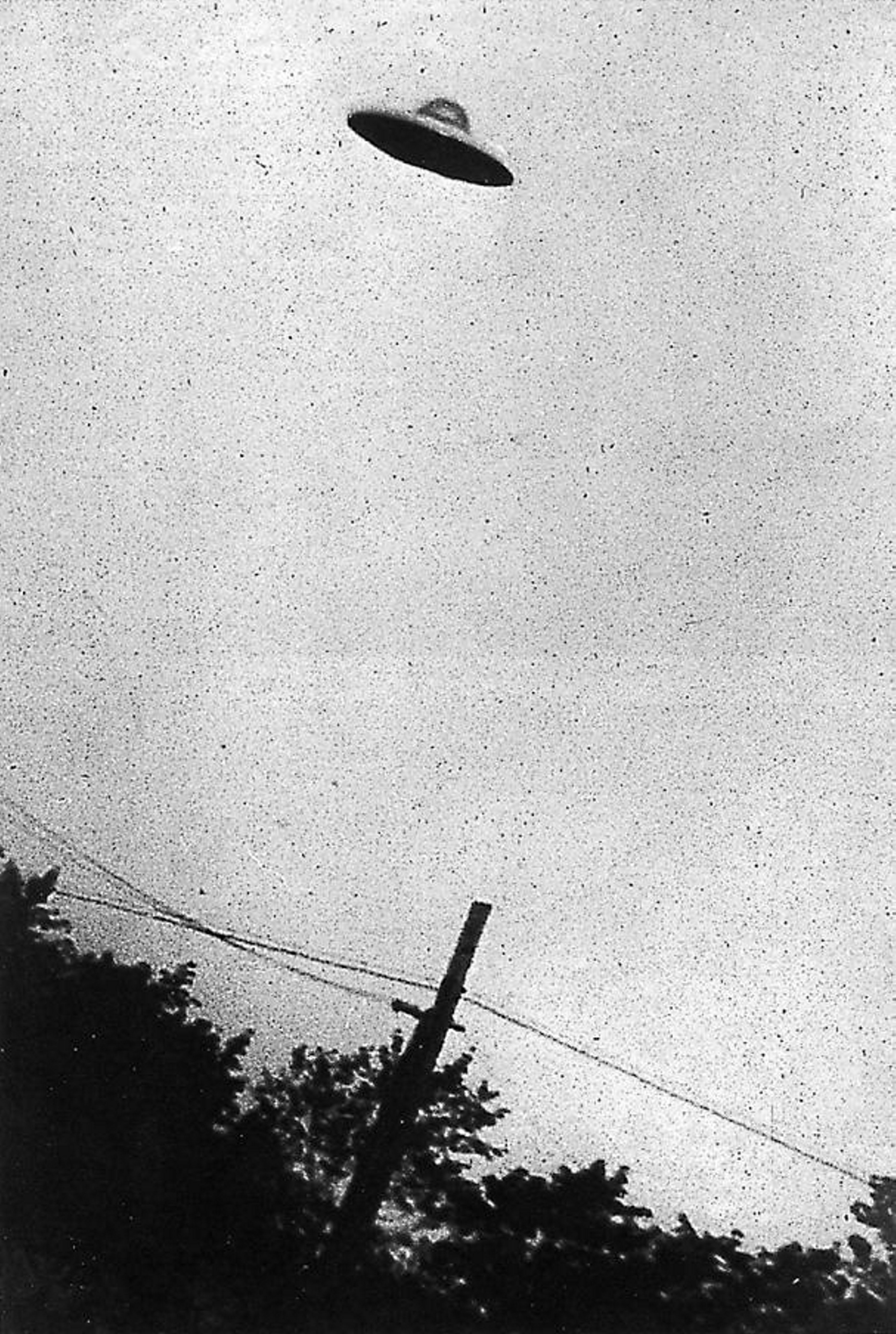
La obra de Dolan se centra en el fenómeno Ovni.

## Biografía
Dolan nació en Brooklyn, Nueva York y creció en Brentwood, Long Island. Se graduó en 1984 en la Alfred University como Bachiller universitario en letras en inglés e historia. En 1995 obtuvo un título de máster en historia en la Universidad de Rochester. Dolan también estudió teoría política en el Exeter College de Oxford. Actualmente vive en Rochester, Nueva York.

## Apariciones
Dolan ha aparecido en el servicio de streaming Gaia TV (como narrador de una serie sobre operaciones de bandera falsa), canales de televisión como SyFy o History y el programa Coast to Coast AM. Tiene su propio espacio en la emisora KGRA-db y publica también contenido en YouTube. Fue ponente en el Congreso Internacional de Ufología del 2017 en Scottsdale, Arizona. También participó en la Conferencia Ufológica de Ozark Mountain de 2016, 2017 y 2018.

## Libros
- 2000. UFOs and the National Security State: Chronology of a Cover-up,
- 2009. UFOs and the National Security State: The Cover-Up Exposed,
- 2010. A.D. After Disclosure: The People’s Guide to Life After Contact. En colaboración con Bryce Zabel, showrunner de la serie Dark Skies[13]
- 2014. UFOs for the 21st Century Mind: A Fresh Guide to an Ancient Mystery.[14]

El último trabajo de Dolan, «UFOs for the 21st Century Mind», es un repaso histórico de todo el fenómeno Ovni (desde casos notables de los años 40 como los cohetes fantasma escandinavos a la actualidad), la investigación del mismo en iniciativas como el Proyecto Libro Azul de la Fuerza Aérea de los Estados Unidos y su supuesto encubrimiento tras eventos como el Caso Roswell.

## Curso en línea de Ufología
En 2012 Dolan impartió un curso en línea llamado «Introducción a Ufología» en la «International Metaphysical University (IMU)».